# 亨麗特 (明尼蘇達州)
亨麗特（英語：Henriette）是一個位於美國明尼蘇達州派恩縣的城市。

## 人口
根據2020年美國人口普查的數據，亨麗特的面積為0.73平方千米，皆為陸地。當地共有人口57人，而人口密度為每平方千米78人。